# Siefer Hof
Siefer Hof oder auch Siefen ist ein Ortsteil im Stadtteil Asselborn von Bergisch Gladbach.

## Geschichte
Der Name Siefer Hof basiert auf dem Siedlungsnamen Siefen, der eine frühneuzeitliche Hofstelle bezeichnete, die im Urkataster mit Am Häuschen östlich von Asselborn verzeichnet ist. Der Flurname Siefen ist im 19. Jahrhundert auf den Hof übergegangen und hat die Bezeichnung Am Häuschen verdrängt.
Unter der französischen Verwaltung zwischen 1806 und 1813 wurde das Amt Porz aufgelöst und die Honschaft Dürscheid, zu der auch Siefen gehörte, wurde politisch der Mairie Bensberg im Arrondissement Mülheim am Rhein zugeordnet. 1816 wandelten die Preußen die Mairie zur Bürgermeisterei Bensberg im Kreis Mülheim am Rhein. Siefen zählte 1845 10 Einwohner katholischen Glaubens.
In der Aufstellung des Königreich Preußen für die Volkszählung 1885 wurde Siefen aufgeführt als Wohnplatz der Landgemeinde Bensberg im Kreis Mülheim am Rhein. Zu dieser Zeit wurden zwei Wohnhäuser mit 18 Einwohnern gezählt. 
Der Ort ist auf der Topographischen Aufnahme der Rheinlande von 1824 ohne Namen und auf der Preußischen Uraufnahme von 1840 als am Häuschen verzeichnet. Ab der Preußischen Neuaufnahme von 1892 ist er auf Messtischblättern regelmäßig als Siefen  verzeichnet. 
Im Zusammenhang mit der Gebietsreform in Nordrhein-Westfalen kam der Ort 1975 zur Stadt Bergisch Gladbach. Die Straße wurde 1976 zur Vermeidung von Verwechslungen in Siefer Hof umbenannt. Die Haltestelle der Wupsi heißt unverändert Siefen. Der Name wird auch im Sprachgebrauch und auf den amtlichen Karten TK 25 weiterhin als Siedlungsname verwendet.